# Patrick Ebosele Ekpu
Patrick Ebosele Ekpu (* 26. Oktober 1931 in Uromi, Edo; † 6. August 2024 in Benin City) war ein nigerianischer Geistlicher und römisch-katholischer Erzbischof von Benin City.

## Leben
Patrick Ebosele Ekpu empfing am 7. Juli 1963 das Sakrament der Priesterweihe für das Bistum Benin City.
Papst Paul VI. ernannte ihn am 5. Juni 1971 zum Koadjutorbischof von Benin City und zum Titularbischof von Castabala. Der Apostolische Delegat in Nigeria, Erzbischof Amelio Poggi, spendete ihm am 21. November desselben Jahres die Bischofsweihe; Mitkonsekratoren waren Alexius Obabu Makozi, Weihbischof in Lokoja, und Patrick Joseph Kelly SMA, Bischof von Benin City.
Nach der Emeritierung Patrick Joseph Kellys SMA folgte Ekpu ihm am 5. Juli 1973 als Bischof von Benin City nach. Mit der Erhebung zum Erzbistum am 26. März 1994 wurde er zum Erzbischof von Benin City ernannt. Am 21. November 2006 nahm Papst Benedikt XVI. das altersbedingte Rücktrittsgesuch von Patrick Ebosele Ekpu an.